# Elecciones regionales de San Martín de 2022
Las elecciones regionales de San Martín de 2022 se llevaron a cabo el 2 de octubre de 2022 para elegir al gobernador regional, al vicegobernador regional y al Consejo Regional para el periodo 2023-2027. La elección se celebró simultáneamente con elecciones regionales y municipales (provinciales y distritales) en todo el Perú.

## Sistema electoral
El Gobierno Regional de San Martín es el órgano administrativo y de gobierno del departamento de San Martín. Está compuesto por el gobernador regional, el vicegobernador regional y el Consejo Regional.
La votación se realiza en base al sufragio universal, que comprende a todos los ciudadanos nacionales mayores de dieciocho años, empadronados y residentes en el departamento de San Martín y en pleno goce de sus derechos políticos.
El gobernador y vicegobernador regional son elegidos por sufragio directo. Para que un candidato sea proclamado ganador debe obtener no menos de 30 % de votos válidos. En caso ningún candidato logre ese porcentaje en la primera vuelta electoral, los dos candidatos más votados participan en una segunda vuelta o balotaje. No hay reelección inmediata de gobernadores regionales.
El Consejo Regional de San Martín está compuesto por 15 consejeros elegidos por sufragio directo para un período de cuatro (4) años. La votación es por lista cerrada y bloqueada. Cada provincia del departamento de San Martín constituye una circunscripción electoral. La votación es por lista cerrada y bloqueada. Se asigna a la lista ganadora los escaños según el método d'Hondt. La distribución y el número de consejeros regionales es la siguiente:
| Circunscripción                                                     | Escaños | Mapa |
| ------------------------------------------------------------------- | ------- | ---- |
| San Martín                                                          | 3       |      |
| Lamas, Moyobamba y Rioja                                            | 2       |      |
| Bellavista, El Dorado, Huallaga, Mariscal Cáceres, Picota y Tocache | 1       |      |

## Composición del Consejo Regional de San Martín
La siguiente tabla muestra la composición del Consejo Regional de San Martín antes de las elecciones.
| Partidos | Partidos                 | Consejeros |
| -------- | ------------------------ | ---------- |
|          | Alianza para el Progreso | 6          |
|          | Acción Regional          | 4          |
|          | Acción Popular           | 3          |
|          | Vamos Perú               | 2          |

## Elecciones internas
Los partidos políticos realizaron la convocatoria a elecciones internas (15–22 de enero de 2022) para definir a los candidatos de sus organizaciones en listas cerradas y bloqueadas. Se sometieron a elección las candidaturas a:
- Gobernador y vicegobernador regional de San Martín (2 candidaturas).
- Consejo Regional de San Martín (15 candidaturas).

Existen dos modalidades para la organización de las elecciones internas:
- Modalidad de elección directa: con voto universal, libre, voluntario, igual, directo y secreto de los afiliados. Fue la modalidad utilizada por Alianza para el Progreso,[5] Acción Popular,[6] Nueva Amazonía,[7] Somos Perú[8] y Unión Regional.[7] Las elecciones se realizaron el 15 de mayo de 2022.
- Modalidad de delegados: a través de delegados previamente elegidos mediante voto universal, libre, voluntario, igual, directo y secreto de los afiliados. Fue la modalidad utilizada por Fuerza Popular[9] y Avanza País.[10] Las elecciones se realizaron el 22 de mayo de 2022.

## Partidos y candidatos
A continuación se muestra una lista de los principales partidos y alianzas electorales que participaron en las elecciones:
| Candidatura | Candidatura | Partidos y alianzas                    | Candidatos | Candidatos               | Ideología                                                          | Resultado previo | Resultado previo | Ref.          |
| Candidatura | Candidatura | Partidos y alianzas                    | Candidatos | Candidatos               | Ideología                                                          | Votos (%)        | Con.             | Ref.          |
| ----------- | ----------- | -------------------------------------- | ---------- | ------------------------ | ------------------------------------------------------------------ | ---------------- | ---------------- | ------------- |
|             | APP         | Lista - Alianza para el Progreso (APP) |            | Jorge Panduro Ruíz       | Liberalismo económico Conservadurismo liberal Populismo de derecha | 28.57%           | 6                | [ 11 ]        |
|             | AP          | Lista - Acción Popular (AP)            |            | Tedy del Águila Gronerth | Partido atrapalotodo                                               | 16.07%           | 3                | [ 11 ]        |
|             | NA          | Lista - Nueva Amazonía (NA)            |            | Carlos Gómez Torres      | Regionalismo sanmartinense                                         | 11.15%           | 0                | [ 12 ]        |
|             | FP          | Lista - Fuerza Popular (FP)            |            | Alibe Cárdenas Ríos      | Fujimorismo Conservadurismo social Populismo de derecha            | 5.92%            | 0                | [ 11 ]        |
|             | SP          | Lista - Somos Perú (SP)                |            | Walter Grundel Jiménez   | Democracia cristiana Conservadurismo social                        | Nuevo            | Nuevo            | [ 11 ] [ 13 ] |
|             | AvP         | Lista - Avanza País (AvP)              |            | Máximo Cabrera Cabrera   | Conservadurismo liberal Liberalismo clásico                        | Nuevo            | Nuevo            | [ 11 ]        |
|             | UR          | Lista - Unión Regional (UR)            |            | Víctor Díaz Mejía        | Regionalismo sanmartinense                                         | Nuevo            | Nuevo            | [ 11 ]        |

## Sondeos de opinión
Las siguientes tablas enumeran las estimaciones de la intención de voto en orden cronológico inverso, mostrando las más recientes primero y utilizando las fechas en las que se realizó el trabajo de campo de la encuesta. Cuando se desconocen las fechas del trabajo de campo, se proporciona la fecha de publicación.
Leyenda:
     Sondeo realizado en el periodo de prohibición legal de la difusión de sondeos de intención de voto.

### Intención de voto
La siguiente tabla enumera las estimaciones ponderadas (sin incluir votos en blanco y nulos) de la intención de voto.
|                                     |                   |     |      |      |      |      |     |     |     |      |  |  |  |  |  |
| Elecciones regionales de 2022       | 2 oct 2022        | —   | 40.9 | 21.1 | 16.8 | 9.6  | 8.0 | 2.7 | 1.0 | 19.8 |  |  |  |  |  |
|                                     |                   |     |      |      |      |      |     |     |     |      |  |  |  |  |  |
| Ipsos Perú/América                  | 2 oct 2022        | ?   | 39.2 | 23.5 | 17.5 | 9.4  | –   | –   | –   | 15.7 |  |  |  |  |  |
| Ipsos Perú/América                  | 2 oct 2022        | ?   | 33.9 | 23.1 | 16.3 | 11.3 | –   | –   | –   | 10.8 |  |  |  |  |  |
| Klambp                              | 17–21 sep 2022    | 384 | 27.6 | 36.9 | 15.0 | 8.6  | 1.5 | 7.9 | 2.6 | 9.3  |  |  |  |  |  |
| Datum Internacional/Perú 21/Gestión | 17–19 sep 2022    | 501 | 44.5 | 18.5 | 14.6 | 6.3  | 7.0 | 5.5 | 3.6 | 26.0 |  |  |  |  |  |
| Klambp                              | 19–21 ago 2022    | 307 | 25.8 | 38.6 | 17.1 | 9.7  | 2.7 | 3.5 | –   | 12.8 |  |  |  |  |  |
| Klambp                              | 30 jun–6 jul 2022 | 185 | 32.0 | 37.6 | 14.3 | 6.4  | 4.0 | 3.3 | –   | 5.6  |  |  |  |  |  |

### Preferencias de voto
La siguiente tabla enumera las preferencias de voto en bruto (incluyendo blancos, viciados y sin respuesta) y no ponderadas.
|                                     |                   |     |      |      |      |     |     |     |     |      |      |      |  |  |  |
| Elecciones regionales de 2022       | 2 oct 2022        | —   | 33.9 | 17.4 | 13.9 | 8.0 | 6.6 | 2.2 | 0.8 | 17.1 | –    | 16.5 |  |  |  |
|                                     |                   |     |      |      |      |     |     |     |     |      |      |      |  |  |  |
| Klambp                              | 17–21 sep 2022    | 384 | 24.5 | 32.8 | 13.3 | 7.6 | 1.3 | 7.0 | 2.3 | –    | 11.2 | 8.3  |  |  |  |
| Datum Internacional/Perú 21/Gestión | 17–19 sep 2022    | 501 | 34.1 | 14.2 | 11.2 | 4.8 | 5.4 | 4.2 | 2.8 | 23.3 | –    | 19.9 |  |  |  |
| Datum Internacional/Perú 21/Gestión | 17–19 sep 2022    | 501 | 39.7 | 12.0 | 7.6  | 6.8 | 4.4 | 3.0 | 1.2 | 15.6 | 9.7  | 27.7 |  |  |  |
| Klambp                              | 19–21 ago 2022    | 307 | 19.2 | 28.7 | 12.7 | 7.2 | 2.0 | 2.6 | –   | –    | 25.7 | 9.5  |  |  |  |
| Klambp                              | 30 jun–6 jul 2022 | 185 | 21.6 | 25.4 | 9.7  | 4.3 | 2.7 | 2.2 | –   | –    | 32.4 | 3.8  |  |  |  |

## Resultados

### Gobierno Regional de San Martín
|                      | Walter Grundel Jiménez   | Somos Perú (SP)                | 172,176 | 40.88 |  |  |  |
|                      | Máximo Cabrera Cabrera   | Avanza País (AvP)              | 88,659  | 21.05 |  |  |  |
|                      | Jorge Panduro Ruíz       | Alianza para el Progreso (APP) | 70,696  | 16.79 |  |  |  |
|                      | Víctor Díaz Mejía        | Unión Regional (UR)            | 40,494  | 9.62  |  |  |  |
|                      | Tedy del Águila Gronerth | Acción Popular (AP)            | 33,779  | 8.02  |  |  |  |
|                      | Carlos Gómez Torres      | Nueva Amazonía (NA)            | 11,264  | 2.67  |  |  |  |
|                      | Alibe Cárdenas Ríos      | Fuerza Popular (FP)            | 4,060   | 0.96  |  |  |  |
|                      |                          |                                |         |       |  |  |  |
| Total                | Total                    | Total                          | 421,128 |       |  |  |  |
|                      |                          |                                |         |       |  |  |  |
| Votos válidos        | Votos válidos            | Votos válidos                  | 421,128 | 82.87 |  |  |  |
| Votos en blanco      | Votos en blanco          | Votos en blanco                | 50,960  | 10.03 |  |  |  |
| Votos nulos          | Votos nulos              | Votos nulos                    | 36,081  | 7.10  |  |  |  |
| Votos emitidos       | Votos emitidos           | Votos emitidos                 | 508,169 | 76.40 |  |  |  |
| Abstenciones         | Abstenciones             | Abstenciones                   | 156,950 | 23.60 |  |  |  |
| Votantes registrados | Votantes registrados     | Votantes registrados           | 665,119 |       |  |  |  |
|                      |                          |                                |         |       |  |  |  |
| Fuente:              |                          |                                |         |       |  |  |  |

### Consejo Regional de San Martín

#### Sumario general
|                        |                                |              |              |              |         |         |  |
| Partidos y coaliciones | Partidos y coaliciones         | Voto popular | Voto popular | Voto popular | Escaños | Escaños |  |
| Partidos y coaliciones | Partidos y coaliciones         | Votos        | %            | ±pp          | Total   | +/−     |  |
|                        | Somos Perú (SP)                | 127,417      | 32.57        | n/a          | 9       | +9      |  |
|                        | Avanza País (AvP)              | 90,317       | 23.09        | Nuevo        | 2       | +2      |  |
|                        | Alianza para el Progreso (APP) | 70,702       | 18.08        | –7.85        | 0       | –6      |  |
|                        | Acción Popular (AP)            | 44,553       | 11.39        | –5.16        | 2       | –1      |  |
|                        | Unión Regional (UR)            | 43,501       | 11.12        | Nuevo        | 2       | +2      |  |
|                        | Nueva Amazonía (NA)            | 10,568       | 2.70         | –10.12       | 0       | ±0      |  |
|                        | Fuerza Popular (FP)            | 4,098        | 1.05         | –5.93        | 0       | ±0      |  |
|                        |                                |              |              |              |         |         |  |
| Total                  | Total                          | 391,156      |              |              | 15      | ±0      |  |
|                        |                                |              |              |              |         |         |  |
| Votos válidos          | Votos válidos                  | 391,156      | 76.97        | +2.31        |         |         |  |
| Votos en blanco        | Votos en blanco                | 82,683       | 16.27        | –0.64        |         |         |  |
| Votos nulos            | Votos nulos                    | 34,330       | 6.76         | –1.67        |         |         |  |
| Votos emitidos         | Votos emitidos                 | 508,169      | 76.40        | –1.19        |         |         |  |
| Abstenciones           | Abstenciones                   | 156,950      | 23.60        | +1.19        |         |         |  |
| Votantes registrados   | Votantes registrados           | 665,119      |              |              |         |         |  |
|                        |                                |              |              |              |         |         |  |
| Fuente:                |                                |              |              |              |         |         |  |

#### Resultados por provincia
| Provincia        | SP         | SP   | AvP  | AvP  | APP  | APP  | AP   | AP  | UR   | UR   | NA  | NA  | FP  | FP  |   |
| Provincia        | %          | E    | %    | E    | %    | E    | %    | E   | %    | E    | %   | E   | %   | E   |   |
| ---------------- | ---------- | ---- | ---- | ---- | ---- | ---- | ---- | --- | ---- | ---- | --- | --- | --- | --- | - |
| Provincia        | Bellavista | 33.7 | 1    | 21.2 | –    | 24.3 | –    | 0.6 | –    | 17.4 | –   | 2.2 | –   | 0.5 | – |
| El Dorado        | 24.5       | –    | 22.5 | –    | 10.5 | –    | 37.2 | 1   | 4.4  | –    | 0.5 | –   | 0.3 | –   |   |
| Huallaga         | 35.2       | 1    | 35.0 | –    |      |      | 21.4 | –   | 5.4  | –    | 2.4 | –   | 0.7 | –   |   |
| Lamas            | 35.7       | 1    | 35.3 | 1    | 24.9 | –    | 1.8  | –   | 1.5  | –    | 0.9 | –   |     |     |   |
| Mariscal Cáceres | 43.3       | 1    | 14.4 | –    | 20.8 | –    | 9.2  | –   | 10.2 | –    | 1.0 | –   | 1.2 | –   |   |
| Moyobamba        | 24.3       | 1    | 20.5 | –    | 16.6 | –    | 2.7  | –   | 32.5 | 1    | 1.9 | –   | 1.5 | –   |   |
| Picota           | 30.3       | 1    | 29.0 | –    | 25.2 | –    | 8.3  | –   | 3.9  | –    | 1.8 | –   | 1.4 | –   |   |
| Rioja            | 17.4       | –    | 29.3 | 1    | 19.7 | –    | 21.6 | 1   | 6.3  | –    | 4.2 | –   | 1.6 | –   |   |
| San Martín       | 52.6       | 3    | 17.5 | –    | 12.2 | –    | 9.9  | –   | 3.2  | –    | 3.4 | –   | 1.2 | –   |   |
| Tocache          | 12.1       | –    | 15.3 | –    | 22.6 | –    | 18.9 | –   | 24.4 | 1    | 5.6 | –   | 1.1 | –   |   |
| Total            | 32.6       | 9    | 23.1 | 2    | 18.1 | –    | 11.4 | 2   | 11.1 | 2    | 2.7 | –   | 1.0 | –   |   |

### Autoridades electas
| Cargo                                                   | Autoridad electa | Autoridad electa           | Partido político | Partido político |
| ------------------------------------------------------- | ---------------- | -------------------------- | ---------------- | ---------------- |
| Gobernador Regional de San Martín                       |                  | Walter Grundel Jiménez     |                  | Somos Perú       |
| Vicegobernadora Regional de San Martín                  |                  | Rosa Celiz Cruz            |                  | Somos Perú       |
| Consejero Regional de San Martín (por Bellavista)       |                  | Warren Pinto Ríos          |                  | Somos Perú       |
| Consejera Regional de San Martín (por El Dorado)        |                  | Areli Díaz Castillo        |                  | Acción Popular   |
| Consejera Regional de San Martín (por Huallaga)         |                  | Anel Ramírez Estrella      |                  | Somos Perú       |
| Consejero Regional de San Martín (por Lamas)            |                  | William Guerra Sinarahua   |                  | Somos Perú       |
| Consejero Regional de San Martín (por Lamas)            |                  | Kemsper Valera Ríos        |                  | Avanza País      |
| Consejero Regional de San Martín (por Mariscal Cáceres) |                  | Jadir Isminio Vargas       |                  | Somos Perú       |
| Consejero Regional de San Martín (por Moyobamba)        |                  | Leslie Ventura Becerra     |                  | Unión Regional   |
| Consejera Regional de San Martín (por Moyobamba)        |                  | Sanilda Allui Tentets      |                  | Somos Perú       |
| Consejero Regional de San Martín (por Picota)           |                  | Islander Guerrero Facundo  |                  | Somos Perú       |
| Consejero Regional de San Martín (por Rioja)            |                  | Eliseo Paredes Díaz        |                  | Avanza País      |
| Consejero Regional de San Martín (por Rioja)            |                  | Orlando Terrones Suárez    |                  | Acción Popular   |
| Consejero Regional de San Martín (por San Martín)       |                  | Jorge Corso Reátegui       |                  | Somos Perú       |
| Consejero Regional de San Martín (por San Martín)       |                  | Roel Isuiza Chujandama     |                  | Somos Perú       |
| Consejera Regional de San Martín (por San Martín)       |                  | Jessica Hildebrandt Páucar |                  | Somos Perú       |
| Consejero Regional de San Martín (por Tocache)          |                  | Reter Ramos Reátegui       |                  | Unión Regional   |